# Prototherium
Prototherium — рід вимерлих сирен, споріднених дюгоням. Відомий з відкладень середнього (бартонського) і верхнього еоцену в Італії та Іспанії. Типовий вид — P. veronenses (Zigno, 1887).
Зараз до роду включено три види, але їхні філогенетичні зв'язки не з'ясовані, і, можливо, один із них Prototherium intermedium Bizzotto 1983 має бути виключений. Так само зв'язки між Prototherium та іншими родами заплутані і потребують перегляду. Третій вид був описаний в Іспанії в 2016 році, P. ausetanum.